# Division No 19 (Alberta)
Pour les articles homonymes, voir Division No 17.

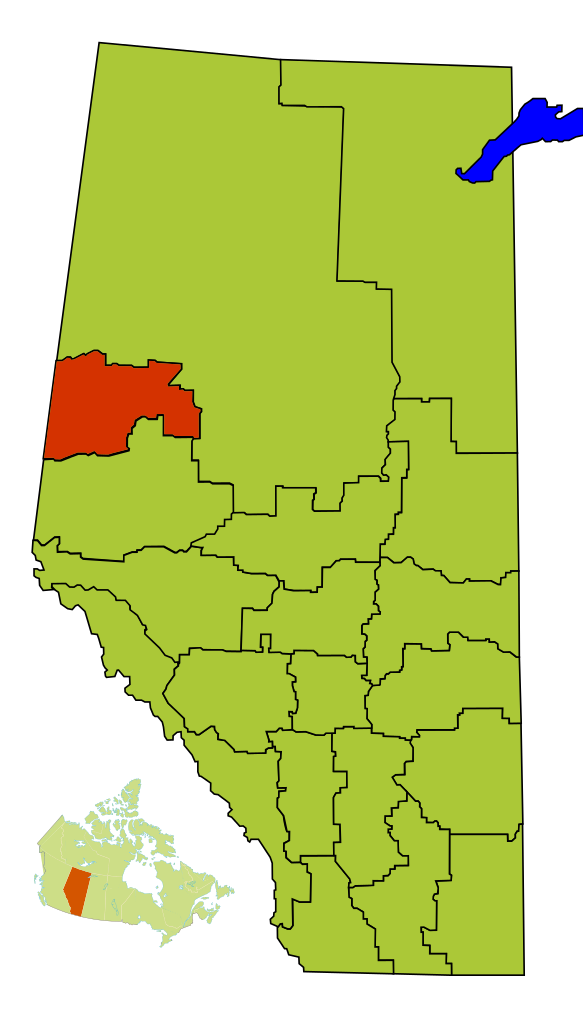
Division No 19 (Alberta)

La Division No 19 est une division de recensement de 109,712 habitants en 2011, située dans la province d'Alberta, au Canada.